# Jean-Claude Hollerich
Jean-Claude Hollerich S.J. (nascut el 9 d'agost de 1958) és un prelat Luxemburguès de l'Església catòlica, que exerceix com aarquebisbe de Luxemburg des del 2011. Ha estat president de la Comissió de les Conferències Episcopals de la Unió Europea (COMECE) des del març del 2018.
L'1 de setembre de 2019, el papa Francesc va anunciar que el convertiria en cardenal el 5 d'octubre de 2019.

## Biografia
Hollerich va néixer el 9 d'agost de 1958 a Differdange. Va créixer a Vianden, va assistir a l'Ecole Apostolique de Clairefontaine i al Lycée Classique de Diekirch. De 1978 a 1981 va estudiar Teologia i Filosofia Catòlica a la Pontifícia Universitat Gregoriana de Roma. El 27 de setembre de 1981 es va incorporar als jesuïtes. Després de noviciat a Namurde 1981 a 1983, va fer pastoral des de 1983 fins a 1985 a Luxemburg. Del 1985 al 1989, Hollerich va estudiar llengua i cultura japonesa i teologia a la Universitat Sophia de Tòquio fins al 1989. Va obtenir una llicenciatura en teologia el 1990 a la Escola Superior de Filosofia i Teologia de Sankt Georgen a Frankfurt am Main.
El 21 d'abril de 1990 va ser ordenat sacerdot a Brussel·les. Del 1990 al 1994 es va llicenciar en llengua i literatura alemanyes a la Universitat Ludwig Maximilian de Múnic. Fins al 2001 va ser doctorand al Centre d'Estudis Europeus en la Integració de Bonn. El 18 d'octubre de 2002, Hollerich va prendre els seus vots perpetus a l'església de Sant Ignasi a Tòquio. És membre de la província jesuïta japonesa i va ser professor d'estudis alemany, francès i europeu (1994-2011) i vicerector d'afers generals i estudiants de la Universitat Sophia de Tòquio.
El papa Benet XVI va nomenar Hollerich arquebisbe de Luxemburg el 12 de juliol de 2011. Va rebre la seva consagració episcopal el 16 d'octubre de 2011 a la catedral de Luxemburg del seu predecessor Fernand Franck; els co-consagradors van ser l'arquebisbe de Colònia, el cardenal Joachim Meisner i l'arquebisbe de Tòquio, Peter Takeo Okada. És el vuitè bisbe i tercer arquebisbe de Luxemburg.
Hollerich va presidir el casament de Guillem, el gran duc hereu de Luxemburg i la comtessa Estefania de Lannoy la catedral de Notre-Dame de Luxemburg el 20 d'octubre de 2012.
Ha ocupat càrrecs de lideratge en diverses associacions europees. Va estar president de la Conferència de les Comissions Europees de Justícia i Pau entre el 2014 i el 2018 i es va convertir en president de la Comissió de la Joventut del Consell de Bisbes de la Comissió Europea per a la joventut del setembre del 2017. El març del 2018 va ser elegit candidat a cinc anys mandat de president de la Comissió de les Conferències de Bisbes de la Unió Europea (COMECE). El papa Francesc el va designar per participar en el Sínode dels bisbes del 2018 sobre joventut, fe i discerniment vocacional.
Des de 1994, Hollerich és membre de la fraternitat estudiantil catòlica, de la AV Edo-Rhenaniazu Tokio i de l'AV RheinsteinKöln